# Manodrome
Pour plus de détails, voir Fiche technique et Distribution.
Manodrome est un thriller dramatique américain écrit et réalisé par John Trengove, sorti en 2023. Le film met mettant en vedette Jesse Eisenberg et Adrien Brody.
C'est le premier film de Trengove en anglais,,. Le film a été présenté en première au 73e Festival international du film de Berlin et a été produit par Riley Keough et Gina Gammell de Felix Culpa et Ben Giladi (he) de Liminal Content.
Un jeune homme aux prises avec des difficultés personnelles et professionnelles fait la rencontre d'un groupe d'hommes prônant l'affirmation d'une masculinité libérée de l'oppression que fait peser sur elle la société, baptisé Manodrome.

## Synopsis
Ayant été licencié de son travail, Ralphie travaille comme chauffeur de covoiturage pour subvenir à ses besoins et à ceux de sa petite amie enceinte, Sal. Il s'entraîne dans un gymnase local avec son ami Jason, qui vend des pilules sur ordonnance à Ralphie. Jason suggère à Ralphie de rencontrer certains de ses amis, affirmant qu'ils ont des ressources pour le remettre sur pied.
Dans un restaurant, Ralphie est présentée à ce groupe d'hommes dirigé par le charismatique « Papa Dan ». Il remarque que les hommes portent chacun un tatouage représentant un triangle avec une ligne sur le dessus. Après le dîner, papa Dan s'approche de Ralphie dans sa voiture. Il lui dit qu'il comprend sa douleur, suggérant qu'il a l'air de quelqu'un qui n'a jamais eu de figure paternelle. Le lendemain, Jason offre à Ralphie une nouvelle paire de baskets, lui disant que c'est un cadeau du groupe pour faire bonne impression.
Ralphie assiste à une réunion dans la vaste maison du groupe à l'extérieur de la ville. Chaque homme se présente comme un « fils » ou un « papa », et indique depuis combien de temps il pratique le célibat. Ralphie est surpris par la misogynie ouverte des hommes, révélant qu'ils ont tous quitté leur épouse pour vivre ensemble dans cette enceinte. En explorant la maison, Ralphie découvre une arme à feu dans le bureau de papa Dan. Plutôt que de le gronder, papa Dan invite chaleureusement Ralphie à rejoindre cette « famille ». Il lui dit qu'il voit en lui une beauté stupéfiante, avec un pouvoir de créer et d'annihiler.
Ralphie conduit un jeune enfant qui laisse accidentellement son téléphone sur la banquette arrière. Ralphie met le téléphone en gage contre de l'argent, au grand désarroi de Sal. Il assiste ensuite à une autre réunion du groupe, où Papa Dan le décompose lors d'un exercice d'initiation. Ralphie révèle sa rage intérieure et le groupe lui suggère de quitter sa petite amie. En conduisant la nuit, Ralphie récupère un couple gay devant un club. Lorsqu'ils tentent d'avoir des relations sexuelles sur sa banquette arrière, Ralphie arrête la voiture, puis fonce dangereusement dans les rues.
Le groupe fait du shopping dans un centre commercial. Ralphie refuse que Papa Dan lui offre une chemise dispendieuse, utilisant plutôt ses propres économies limitées. Alors que le groupe part, ils rencontrent le conjoint du membre du groupe Brad, qu'il avait abandonné. Ralphie le regarde réprimander Brad, réalisant qu'il a commis une erreur et tente de s'enfuir. Papa Dan exhorte Ralphie à reprendre son pouvoir à la place. Après s'être giflé dans la salle de bain, Ralphie attaque un inconnu dans un accès de rage.
Sal interroge Ralphie sur son comportement, conduisant à une vive dispute au cours de laquelle Ralphie la quitte. Ralphie emménage dans la maison du groupe et est initié au groupe en étant marqué. Après avoir célébré, Papa Dan offre son arme à Ralphie, qui révèle que son père a quitté sa famille le jour de Noël. Papa Dan tente d'alimenter davantage la descendance de Ralphie en affirmant "Il n'y a pas de Dieu, à part Ralph". Ralphie frappe Papa Dan et s'échappe de l'enceinte.
Après avoir rencontré le bodybuilder Ahmet au gymnase, Ralphie le suit jusqu'à une usine industrielle. À l’intérieur, Ahmet procède à des relations sexuelles anales avec lui. Quand ils ont fini, Ahmet se présente, mais Ralphie l'abat soudainement, lui volant son camion et mettant ses effets personnels en gage. Ralphie retourne voir Sal, qui vient d'accoucher de leur bébé Jayce à l'hôpital. Ralphie revient de l'épicerie et découvre que Sal l'a quitté, ne laissant qu'un mot disant "Pardonne-moi".
Ralphie retourne dans l'enceinte de Papa Dan avec son bébé, mais est bientôt suivi par la police qui cherche à l'arrêter pour le meurtre d'Ahmet. Ralphie révèle l'arme, exigeant que le groupe l'aide. Ils emmènent le bébé à l'étage et Ralphie mène le groupe dans un chant, puis tire sur Papa Dan dans la tête. Il tire sur un policier, puis s'enfuit de l'enceinte et va dans les bois. Ralphie tombe finalement sur une communauté de personnes âgées, où il s'introduit par effraction dans le garde-manger de la cuisine pour se nourrir. Un ouvrier le découvre et lui propose de l'aider. Ralphie met le pistolet sur sa tête et appuie sur la gâchette, mais le pistolet ne tire pas et il s'effondre. L'ouvrier prépare un repas pour Ralphie et lui raconte une histoire. Ralphie se blottit contre l'ouvrier, qui l'embrasse comme un enfant effrayé alors que la police arrive sur les lieux.

## Fiche technique
- Titre original : Manodrome
- Réalisation et scénario : John Trengove
- Photographie : Wyatt Garfield
- Montage : Julie Monroe, Matthew Swanepoel
- Musique : Christopher Stracey
- Costumes : Melissa Vargas
- Production : Gina Gammell, Ben Giladi (he), Riley Keough
- Direction artistique : Prarthana Joshi
- Pays de production : États-Unis
- Langue originale : anglais
- Format : couleur
- Genre : thriller
- Durée :
- Date de sortie :
  - Allemagne : 18 février 2023 (Berlinale 2023)
  - États-Unis : 17 novembre 2023 (en salles)

## Distribution
- Jesse Eisenberg : Ralphie[5],[6]
- Adrien Brody : Dad Dan[7]
- Odessa Young : Sal[8]
- Ethan Suplee : Dad Leo[8]
- Philip Ettinger : Jason[8]
- Gheorghe Muresan : Sachiel[8]
- Riley Keough : la mère (non créditée)
- Sallieu Sesay : Ahmet
- Evan Jonigkeit : Fils Brad
- Caleb Eberhardt (de) : Fils Aaron
- Brian Anthony Wilson : Père Zander
- Sean Edward Lewis : Fils Cy
- Brian Brehm : Fils Drew
- Blake Brehm : Fils Paul
- Lamar Johnson : Garfield
- Adam Wade McLaughlin : Jerome
- Matthew Lamb : Raymond
- Rheta West : Tammy
- Jonah Wharton : Connor
- Garrett Richmond : Blake
- Zia Anger : Alice
- Jack Jones : Ralphie jeune
- Mike Alamo : Gérant de magasin de crevettes
- Sheila Trasente : Serveuse
- Barbara Ackerman : Caissière
- Mohamed 'Mo' Williams : Ami d'Ahmet
- Martha Stansberry : Infirmière puéricultrice
- Charles Haislah : Employé de magasin
- Emma Galvin : Adolescente
- Jocelyn Williams : Infirmière de Serenity house
- Logan Fry : Vieil homme
- Roger Petan : Sans-abris / Voisin
- Sonny Ciarlillo : Père Noël
- Jean Zarzour : Femme kurde
- William Wilmoth : Employé d'usine / Chef d'équipe
- Jon Seeber : Officier de police (creditOnly)
- Mike Sutton : Superviseur d'usine
- Michael Alan Collette : Patron de restaurant
- Jill Mack : Infirmière / Employé de magasin
- Liz Cameron : Piéton
- Evoni Hemphill : Client de centre commercial
- Kaelyn Walter : Garde de Serenity House
- Vaughn Robinson : Client
- Daniel Haley : Client
- DeeGee Brandemour : Nancy
- Timothy Mundstock : Employé de cuisine
- Michael Callahan : Équipe médicale / Officier de policce (non crédité)
- Marco Dutra : le pianiste (non crédité)
- Dan Gradijan : Gérant de magasin (non crédité)
- Jasmyn Green : Client (non crédité)
- Kara Jones : Infirmière (non crédité)
- Elizabeth O'Connor : Client (non crédité)
- Matt Perl : Membre de Manodrome (non crédité)
- Nicholas Scott : Patron de restaurant (non crédité)
- Bill Smith : Patron de restaurant (non crédité)

- Version française
  - Société de doublage : MJM Post Prod
  - Adaptation des dialogues : Ambre Danglard & Louise Mulheim

## Production
Riley Keough a d'abord été choisie pour le rôle joué par Odessa Young. Keough a dû quitter le rôle en raison de conflits d'horaire, mais reste attachée au film en tant que productrice,.

## Distinctions
- Berlinale 2023 : sélection officielle, en compétition pour l'Ours d'or
- Festival de Deauville 2023 : sélection officielle, en compétition pour le Grand Prix